# Liste des lieux patrimoniaux du comté de Gloucester (Nouveau-Brunswick)
Liste des lieux patrimoniaux du comté de Gloucester au Nouveau-Brunswick inscrit au répertoire des lieux patrimoniaux du Canada, qu'ils soient de niveau provincial, fédéral ou local.

## Liste
- Haut – A
- B
- C
- D
- E
- F
- G
- H
- I
- J
- K
- L
- M
- N
- O
- P
- Q
- R
- S
- T
- U
- V
- W
- X
- Y
- Z

| [ 1 ] | Lieu patrimonial                                                                             | Illustration                                                           | Communauté      | Adresse                                | Coordonnées        | No    | Constr. | Prot.       | Rec.              | Notes |
| ----- | -------------------------------------------------------------------------------------------- | ---------------------------------------------------------------------- | --------------- | -------------------------------------- | ------------------ | ----- | ------- | ----------- | ----------------- | ----- |
| P     | Lieu Gabriel-Giraud                                                                          | Lieu Gabriel-Giraud                                                    | Bas-Caraquet    | Saint-Paul                             | 47.79931 -64.87726 | 6641  |         | LPP         | 28 juillet 1986   |       |
| L     | Académie Assomption                                                                          | Téléverser                                                             | Bathurst        | 1255, promenade Rough Water            | 47.6097 -65.633    | 5237  |         | LHL         | 19 décembre 2005  |       |
| P     | Ancien bureau de poste et de douane de Bathurst                                              | Ancien bureau de poste et de douane de Bathurst                        | Bathurst        | 96, rue Main                           | 47.62015 -65.65706 | 2282  |         | LPP         | 17 août 1998      |       |
| L     | Ancienne Banque de Montréal                                                                  | Téléverser                                                             | Bathurst        | 200, rue Main                          | 47.62071 -65.65351 | 10408 |         | LHL         | 17 juillet 2006   |       |
| L     | Cathédrale du Sacré-Cœur                                                                     | Cathédrale du Sacré-Cœur                                               | Bathurst        | 123, rue St. Andrews                   | 47.61778 -65.65528 | 5225  |         | LHL         | 19 décembre 2005  |       |
| L     | Cimetière anglican Saint-George                                                              | Téléverser                                                             | Bathurst        | 255, avenue Douglas                    | 47.61944 -65.65583 | 6450  |         | LHL         | 17 octobre 2005   |       |
| L     | Cimetière Holy Family                                                                        | Téléverser                                                             | Bathurst        | 430, avenue St. Peter                  | 47.6286 -65.6633   | 9695  |         | LHL         | 5 décembre 2005   |       |
| L     | Cimetière de St. Luke                                                                        | Téléverser                                                             | Bathurst        | 390, impasse St. Luke                  | 47.62670 -65.66562 | 10005 |         | LHL         | 17 juillet 2006   |       |
| L     | Club de curling de Bathurst                                                                  | Téléverser                                                             | Bathurst        | 209, rue St. Andrew                    | 47.6183 -65.6522   | 5443  |         | LHL         | 19 décembre 2005  |       |
| L     | Édifice Rosa-Assaff                                                                          | Téléverser                                                             | Bathurst        | 470, rue Main                          | 47.61821 -65.64591 | 10407 |         | LHL         | 17 juillet 2006   |       |
| L     | Église anglicane St. George's                                                                | Téléverser                                                             | Bathurst        | 432, avenue King                       | 47.61722 -65.65278 | 5969  |         | LHL         | 17 octobre 2005   |       |
| L     | Ferme Joseph-Kent                                                                            | Téléverser                                                             | Bathurst        | 1270, promenade Riverside              | 47.6091 -65.6711   | 5234  |         | LHL         | 5 décembre 2005   |       |
| L     | Gloucester Hotel                                                                             | Téléverser                                                             | Bathurst        | 100 rue Main                           | 47.62 -65.65638    | 5233  |         | LHL         | 5 décembre 2005   |       |
| L     | L'Hôpital Hôtel-Dieu                                                                         | Téléverser                                                             | Bathurst        | 645, avenue Murray                     | 47.61527 -65.64694 | 5236  |         | LHL         | 5 décembre 2005   |       |
| L     | Maison Baldwin                                                                               | Téléverser                                                             | Bathurst        | 393, avenue King                       | 47.61827 -65.65240 | 15125 |         | LHL         | 17 juillet 2006   |       |
| L     | Maison Clovis-T.-Richard                                                                     | Téléverser                                                             | Bathurst        | 262, rue Main                          | 47.62 -65.65167    | 10607 |         | LHL         | 17 juillet 2006   |       |
| L     | Maison de ferme Willis                                                                       | Téléverser                                                             | Bathurst        | 635, promenade Youghall                | 47.65374 -65.65499 | 10449 |         | LHL         | 17 juillet 2006   |       |
| L     | Maison funéraire Elhatton                                                                    | Téléverser                                                             | Bathurst        | 187, rue St. George                    | 47.61933 -65.65409 | 15121 |         | LHL         | 17 juillet 2006   |       |
| L     | Maison John-Meahan                                                                           | Téléverser                                                             | Bathurst        | 666, avenue King                       | 47.61472 -65.65194 | 6707  |         | LHL         | 5 décembre 2005   |       |
| L     | Maison O'Brien                                                                               | Téléverser                                                             | Bathurst        | 324, rue St. Patrick                   | 47.61743 -65.64773 | 10421 |         | LHL         | 17 juillet 2006   |       |
| L     | Maison Pallen                                                                                | Téléverser                                                             | Bathurst        | 210-214, avenue King                   | 47.62048 -65.65388 | 10604 |         | LHL         | 17 juillet 2006   |       |
| L     | Maison Schryer                                                                               | Téléverser                                                             | Bathurst        | 615, avenue Murray                     | 47.61583 -65.64806 | 10377 |         | LHL         | 17 juillet 2006   |       |
| L     | Mess des officiers                                                                           | Téléverser                                                             | Bathurst        | 555, avenue Murray                     | 47.61662 -65.64854 | 10376 |         | LHL         | 17 juillet 2006   |       |
| L     | Musée de la guerre de la succursale no 18 de la Légion royale canadienne Herman J. Good V.C. | Téléverser                                                             | Bathurst        | 575, avenue St. Peter                  | 47.6297 -65.6672   | 5457  |         | LHL         | 19 décembre 2005  |       |
| L     | Musée du Centenaire Népisiguit/Centre Culturel                                               | Téléverser                                                             | Bathurst        | 360, avenue Douglas                    | 47.61789 -65.65604 | 5480  |         | LHL         | 17 octobre 2005   |       |
| L     | Northern Light                                                                               | Téléverser                                                             | Bathurst        | 355, avenue King                       | 47.6186 -65.6525   | 5460  |         | LHL         | 19 décembre 2005  |       |
| L     | Parc Causeway                                                                                | Téléverser                                                             | Bathurst        | Rue Queen                              | 47.62015 -65.65886 | 12184 |         | LHL         | 17 juillet 2006   |       |
| P     | Poste de traite Walker                                                                       | Téléverser                                                             | Bathurst        | 1500, promenade Queen Elizabeth        | 47.65692 -65.62346 | 2544  |         | LPP         | 15 décembre 2000  |       |
| L     | Réserve naturelle de Point Daly                                                              | Téléverser                                                             | Bathurst        | 2105, promenade Carron                 | 47.63916 -65.61166 | 5437  |         | LHL         | 19 décembre 2005  |       |
| L     | Résidence Flavien-Doucet                                                                     | Téléverser                                                             | Bathurst        | 548, avenue King                       | 47.61611 -65.65222 | 6705  |         | LHL         | 17 octobre 2005   |       |
| L     | Résidence J.-Harper-et-Gwendolyn-Kent                                                        | Téléverser                                                             | Bathurst        | 695, avenue Murray                     | 47.615 -65.64778   | 9992  |         | LHL         | 17 juillet 2006   |       |
| P     | Site Pointe-aux-Pères                                                                        | Téléverser                                                             | Bathurst        | 150-154, promenade Youghall            | 47.64735 -65.66139 | 2668  |         | LPP         | 9 février 1998    |       |
| L     | Ancien siège social de la Fédération des Caisses populaires acadiennes                       | Ancien siège social de la Fédération des Caisses populaires acadiennes | Caraquet        | 221, boulevard Saint-Pierre Ouest      | 47.78945 -64.96578 | 8010  |         | LHL         | 1er novembre 2006 |       |
| L     | Chapelle Sainte-Anne                                                                         | Chapelle Sainte-Anne                                                   | Caraquet        | 579, boulevard Saint-Pierre Ouest      | 47.77371 -65.01232 | 8014  |         | LHL         | 1er novembre 2006 |       |
| L     | Couvent de Caraquet                                                                          | Couvent de Caraquet                                                    | Caraquet        | Boulevard Saint-Pierre Ouest           | 47.78988 -64.96538 | 7946  |         | LHL         | 1er novembre 2006 |       |
| L     | Hôtel Paulin                                                                                 | Hôtel Paulin                                                           | Caraquet        | 143, boulevard Saint-Pierre Ouest      | 47.79104 -64.95397 | 7926  |         | LHL         | 1er novembre 2006 |       |
| P     | L'Église Saint-Pierre-aux-Liens                                                              | L'Église Saint-Pierre-aux-Liens                                        | Caraquet        | 213, boulevard Saint-Pierre Ouest      | 47.79003 -64.96422 | 2147  |         | LPP         | 16 février 2000   |       |
| L     | Maison du Capitaine-Albert                                                                   | Téléverser                                                             | Caraquet        | 26, rue des Robins                     | 47.79374 -64.93386 | 8013  |         | LHL         | 1er novembre 2006 |       |
| L     | Maison Nazaire-Dugas                                                                         | Maison Nazaire-Dugas                                                   | Caraquet        | 690, boulevard Saint-Pierre Ouest      | 47.77031 -65.02938 | 8025  |         | LHL         | 1er novembre 2006 |       |
| L     | Maison Théotime-Blanchard                                                                    | Maison Théotime-Blanchard                                              | Caraquet        | 279, boulevard Saint-Pierre Ouest      | 47.78563 -64.97372 | 8000  |         | LHL         | 1er novembre 2006 |       |
| L     | Monument Louis-Mailloux                                                                      | Monument Louis-Mailloux                                                | Caraquet        | Rue des Patriotes                      | 47.79158 -64.94472 | 8011  |         | LHL         | 1er novembre 2006 |       |
| L     | Petite école                                                                                 | Téléverser                                                             | Caraquet        | 276, boulevard Saint-Pierre Ouest      | 47.78572 -64.97267 | 7995  |         | LHL         | 1er novembre 2006 |       |
| L     | Site du Collège de Caraquet                                                                  | Site du Collège de Caraquet                                            | Caraquet        | 220, boulevard Saint-Pierre Ouest      | 47.78924 -64.96454 | 8012  |         | LHL         | 1er novembre 2006 |       |
| F     | Phare                                                                                        | Phare                                                                  | Chiasson-Savoy  |                                        | 47.72222 -64.66056 | 4741  |         | ÉFP reconnu | 28 mai 1992       |       |
| F     | Phare                                                                                        | Phare de Miscou                                                        | Miscou          | Route 113                              | 48.00917 -64.49311 | 9728  |         | ÉFP reconnu | 1er novembre 1991 | [ 3 ] |
| P     | Phare de Miscou                                                                              | Phare de Miscou                                                        | Miscou          | Route 113                              | 48.00917 -64.49311 |       |         | LPP         | 16 février 2000   | [ 4 ] |
| F     | Phare de Miscou Island                                                                       | Phare de Miscou                                                        | Miscou          | Route 113                              | 48.00917 -64.49311 | 16125 |         | LHN         | 18 mai 1974       | [ 5 ] |
| P     | Village historique acadien                                                                   | Village historique acadien                                             | New Bandon      | 14311, Route 11                        | 47.79696 -65.10141 | 6222  |         | LPP         | 28 avril 2006     |       |
| P     | Église de Saint-Isidore                                                                      | Téléverser                                                             | Saint-Isidore   | 3915, boulevard des Fondateurs         | 47.55348 -65.05348 | 2494  |         | LPP         | 1er juin 2000     |       |
| P     | Église Ste-Rose-de-Lima                                                                      | Téléverser                                                             | Sainte-Rose     | 1981, route 355                        | 47.62414 -64.98468 | 2322  |         | LPP         | 19 janvier 2001   |       |
| L     | Ancienne école des Mallet                                                                    | Ancienne école des Mallet                                              | Shippagan       | 276, boulevard J.-D.-Gauthier          | 47.74171 -64.70358 | 12191 | 1929    | LHL         | 2008              |       |
| L     | Café Royal                                                                                   | Café Royal                                                             | Shippagan       | 248, boulevard J.-D.-Gauthier          | 47.74347 -64.70718 | 14745 |         | LHL         | 4 décembre 2008   |       |
| L     | Demeure DeGrâce                                                                              | Téléverser                                                             | Shippagan       | 111, rue DeGrâce                       | 47.74680 -64.71205 | 12186 |         | LHL         | 4 décembre 2008   |       |
| L     | Demeure Duguay                                                                               | Téléverser                                                             | Shippagan       | 205, boulevard J.-D.-Gauthier          | 47.74458 -64.71322 | 12188 |         | LHL         | 4 décembre 2008   |       |
| L     | Demeure Mallet                                                                               | Téléverser                                                             | Shippagan       | 312, boulevard J.-D.-Gauthier          | 47.73807 -64.69924 | 12192 |         | LHL         | 4 décembre 2008   |       |
| L     | Demeure Rioux                                                                                | Téléverser                                                             | Shippagan       | 223, boulevard J.-D.-Gauthier          | 47.74425 -64.71045 | 12187 |         | LHL         | 4 décembre 2008   |       |
| L     | Église unie de St. John                                                                      | Église unie de St. John                                                | Shippagan       | 260, boulevard J.-D.-Gauthier          | 47.74302 -64.70593 | 12185 |         | LHL         | 4 décembre 2008   |       |
| L     | Entreprises Shippagan                                                                        | Entreprises Shippagan                                                  | Shippagan       | 262, boulevard J.-D.-Gauthier          | 47.74331 -64.70509 | 12189 |         | LHL         | 4 décembre 2008   |       |
| L     | Pavillon Irène-Léger                                                                         | Pavillon Irène-Léger                                                   | Shippagan       | 218, boulevard J.-D.-Gauthier          | 47.74598 -64.70829 | 12183 |         | LHL         | 4 décembre 2008   |       |
| L     | Restaurant Greco                                                                             | Téléverser                                                             | Shippagan       | 211, boulevard J.-D.-Gauthier          | 47.74464 -64.71238 | 12181 |         | LHL         | 4 décembre 2008   |       |
| L     | Tabagie Centre-ville                                                                         | Téléverser                                                             | Shippagan       | 219, boulevard J.-D.-Gauthier          | 47.74444 -64.71107 | 12182 |         | LHL         | 4 décembre 2008   |       |
| L     | A & R Loggie's                                                                               | Téléverser                                                             | Tracadie-Sheila | 3490, rue Principale                   | 47.51755 -64.91146 | 7121  |         | LHL         | 24 juillet 2006   |       |
| P     | Académie Sainte-Famille                                                                      | Académie Sainte-Famille                                                | Tracadie-Sheila | 399, rue du Couvent                    | 47.51293 -64.90917 | 6240  |         | LPP         | 14 juillet 2006   | [ 6 ] |
| L     | Académie Sainte-Famille                                                                      | Académie Sainte-Famille                                                | Tracadie-Sheila | 399, rue du Couvent                    | 47.51293 -64.90917 | 7113  |         | LHL         | 24 juillet 2006   | [ 7 ] |
| L     | Bâtiments Fransblow                                                                          | Téléverser                                                             | Tracadie-Sheila | 3481-3485, rue Albert                  | 47.51734 -64.91299 | 8163  |         | LHL         | 24 juillet 2006   |       |
| L     | Bâtiments Loggie's                                                                           | Téléverser                                                             | Tracadie-Sheila | 3494, boulevard Docteur-Victor-LeBlanc | 47.51699 -64.91269 | 8163  |         | LHL         | 24 juillet 2006   |       |
| L     | Boîte à Fleurs                                                                               | Boîte à Fleurs                                                         | Tracadie-Sheila | 3375, rue Principale                   | 47.52275 -64.91075 | 5980  |         | LHL         | 24 juillet 2006   |       |
| L     | Château d'Acadie                                                                             | Château d'Acadie                                                       | Tracadie-Sheila | 3559, rue Principale                   | 47.51438 -64.91137 | 7111  |         | LHL         | 24 juillet 2006   |       |
| L     | Cimetière des Fondateurs                                                                     | Téléverser                                                             | Tracadie-Sheila | Rue Saulnier Est                       | 47.50841 -64.90417 | 7131  |         | LHL         | 24 juillet 2006   |       |
| L     | Cimetière des Religieuses Hospitalières de Saint-Joseph                                      | Cimetière des Religieuses Hospitalières de St-Joseph                   | Tracadie-Sheila | Rue du Couvent                         | 47.51264 -64.90819 | 5974  |         | LHL         | 24 juillet 2006   |       |
| L     | Cimetière protestant                                                                         | Téléverser                                                             | Tracadie-Sheila | Rue Principale                         | 47.50936 -64.90895 | 7114  |         | LHL         | 24 juillet 2006   |       |
| L     | Église Saint-Joseph-et-Saint-Jean-Baptiste                                                   | Église St-Joseph et St-Jean-Baptiste                                   | Tracadie-Sheila | 3475, rue Principale                   | 47.51336 -64.91211 | 7206  |         | LHL         | 24 juillet 2006   |       |
| L     | Magasin du « corner »                                                                        | Téléverser                                                             | Tracadie-Sheila | 4261, rue Principale                   | 47.48015 -64.91994 | 7118  |         | LHL         | 24 juillet 2006   |       |
| L     | Maison Albertine-Basque                                                                      | Téléverser                                                             | Tracadie-Sheila | 502, rue Georges Ouest                 | 47.51578 -64.91633 | 5982  |         | LHL         | 24 juillet 2006   |       |
| L     | Maison Alcide-Ferguson                                                                       | Téléverser                                                             | Tracadie-Sheila | 4246, rue Principale                   | 47.48108 -64.91947 | 8203  |         | LHL         | 24 juillet 2006   |       |
| L     | Maison Arseneau                                                                              | Téléverser                                                             | Tracadie-Sheila | 3459, rue Albert                       | 47.51825 -64.91391 | 6638  |         | LHL         | 24 juillet 2006   |       |
| L     | Maison de la fondue                                                                          | Téléverser                                                             | Tracadie-Sheila | 3613, rue Luce                         | 47.51206 -64.91076 | 7112  |         | LHL         | 24 juillet 2006   |       |
| L     | Maison Denis-Ouellet                                                                         | Téléverser                                                             | Tracadie-Sheila | 4239, rue Principale                   | 47.48126 -64.91996 | 8194  |         | LHL         | 24 juillet 2006   |       |
| L     | Maison du Docteur-Bourgeois                                                                  | Téléverser                                                             | Tracadie-Sheila | 3572 rue Principale                    | 47.51388 -64.91062 | 8173  |         | LHL         | 24 juillet 2006   |       |
| L     | Maison du Docteur-Smith                                                                      | Téléverser                                                             | Tracadie-Sheila | 3708, rue Principale                   | 47.50816 -64.90929 | 8216  |         | LHL         | 24 juillet 2006   |       |
| L     | Maison Edmund-Roussel                                                                        | Téléverser                                                             | Tracadie-Sheila | 4251, rue Principale                   | 47.48071 -64.91995 | 8187  |         | LHL         | 24 juillet 2006   |       |
| L     | Maison W.-A.-Losier                                                                          | Téléverser                                                             | Tracadie-Sheila | 3668, rue Principale,                  | 47.51 -64.90931    | 8211  |         | LHL         | 24 juillet 2006   |       |
| L     | Monument des familles fondatrices                                                            | Monument des familles fondatrices                                      | Tracadie-Sheila | 3585, rue Principale                   | 47.51394 -64.91131 | 8172  |         | LHL         | 24 juillet 2006   |       |
| L     | Monument du Père-Lafrance                                                                    | Monument du Père-Lafrance                                              | Tracadie-Sheila | Rue Principale                         | 47.51286 -64.91197 | 6030  |         | LHL         | 24 juillet 2006   |       |
| L     | Quai de la Block                                                                             | Téléverser                                                             | Tracadie-Sheila | Rue de la Block                        | 47.52799 -64.89346 | 10500 |         | LHL         | 24 juillet 2006   |       |
| L     | Salon de Couture Modifique                                                                   | Téléverser                                                             | Tracadie-Sheila | 3491, rue Albert                       | 47.51711 -64.91278 | 5972  |         | LHL         | 24 juillet 2006   |       |
| L     | Sanctuaire Saint-Joseph                                                                      | Sanctuaire Saint-Joseph                                                | Tracadie-Sheila | 3427, rue de la Chapelle               | 47.52149 -64.90315 | 7132  |         | LHL         | 24 juillet 2006   |       |
| L     | Sentier du patrimoine                                                                        | Sentier du patrimoine                                                  | Tracadie-Sheila | Rue Principale                         | 47.51107 -64.90683 | 9902  |         | LHL         | 24 juillet 2006   |       |
| L     | Site de l'ancien moulin Foster                                                               | Téléverser                                                             | Tracadie-Sheila | 994, rue des Chalets                   | 47.47292 -64.92569 | 6032  |         | LHL         | 24 juillet 2006   |       |
| L     | Wade Surplus d'Armée                                                                         | Téléverser                                                             | Tracadie-Sheila | 4254, rue Principale                   | 47.48047 -64.91942 | 6686  |         | LHL         | 24 juillet 2006   |       |